# Łęka Opatowska
Łęka Opatowska – wieś w Polsce położona w województwie wielkopolskim, w powiecie kępińskim, w gminie Łęka Opatowska, której jest siedzibą.

## Opis
W latach 1954–1972 wieś należała i była siedzibą władz gromady Łęka Opatowska. W latach 1975–1998 miejscowość administracyjnie należała do województwa kaliskiego.
Leży przy linii kolejowej Ostrów Wielkopolski – Kluczbork i drodze krajowej nr 11 Poznań – Bytom, ok. 10 km na południowy wschód od Kępna. We wsi znajduje się szkoła podstawowa. 